# Itako (Ibaraki)
Itako (jap. 潮来市, -shi) ist eine Stadt in Japan in der Präfektur Ibaraki.

## Geographie
Der Fluss Tone durchfließt die Stadt von Südwesten nach Südosten.
Itako liegt südlich von Kashima.

## Verkehr
- Zug:
  - JR Kashima-Linie
- Straße:
  - Higashikantō-Autobahn nach Tōkyō
  - Nationalstraße 51,355

## Angrenzende Städte und Gemeinden
- Präfektur Ibaraki
  - Kashima
  - Kamisu
  - Inashiki
  - Namegata
- Präfektur Chiba
  - Katori